# Natchez (Mississippi)
Natchez ist eine Stadt im Südwesten des US-Bundesstaates Mississippi und hat eine Fläche von 35,9 km². Sie ist County Seat des Adams Countys und liegt unmittelbar am Mississippi River. Die Stadt liegt 277 km nördlich von New Orleans. Im Jahr 2020 hatte Natchez 14.520 Einwohner.
Die Stadt ist die älteste des Staates und war vor dem Sezessionskrieg das wirtschaftliche, politische und soziale Zentrum Mississippis. Außerdem beginnt hier der Natchez Trace. Die Stadt ist berühmt für ihre grandiosen Herrenhäuser der Antebellum-Architektur.

## Geschichte

### Natchez in der Vorkriegszeit
Natchez gilt als die älteste Siedlung am Mississippi. Erste französische Siedler ließen sich im Umland der späteren Stadt 1716 nieder. Am 28. November 1729 wurde die Kolonie beim Natchez-Aufstand vollständig zerstört. Dabei kamen mehr als 200 Franzosen, die gesamte erwachsene männliche Bevölkerung, ums Leben. Als 1763 Großbritannien den Osten der Kolonie Louisiana übernahmen, wurde auch das Gebiet um Natchez britisch.
Das 1776 gegründete Natchez ist die älteste Stadt Mississippis und war in der Zeit vor dem Amerikanischen Bürgerkrieg ebenso die größte, reichste und nach Ansicht der meisten Zeitgenossen auch schönste Stadt des Staates. Die Stadt erhielt ihren Ruhm und Reichtum vor allem durch eine Gruppe von Plantagenbesitzern, die die größten und wertvollsten Baumwollplantagen der Südstaaten ihr eigen nannten, die sich über weite Flächen entlang des Flusses erstreckten. Auch Zuckerrohr und Tabak wurden angebaut. Diese Pflanzer dienten Plantagenbesitzern und Farmern durch die gesamten westlichen Südstaaten hindurch als Modell im Cotton Kingdom.
Den Impuls zur Stadtgründung gab der britische Gouverneur von Westflorida, Peter Chester, der in der Gegend Land zum Verkauf anbot – in der Hoffnung, dass sich dort das administrative Zentrum der Siedlungen am Mississippi River bilden würde. Bis 1777 entstanden hier vier Läden und ungefähr ein Dutzend Häuser. Der Besitzer der größten Ländereien, Anthony Hutchins, nahm den Posten des Friedensrichters ein, während er wirtschaftlich vor allem von seiner Tätigkeit als Agent eines Londoner Handelshauses lebte.
Nach der Amerikanischen Revolution fiel das Land kurzzeitig an Spanien, die Stadt wuchs langsam über ihre 100 Einwohner hinaus, da nun der Handel mit dem ebenfalls spanischen New Orleans wesentlich leichter war. Im Verlauf des Amerikanischen Unabhängigkeitskrieges brachten viele Pflanzer ihre Sklaven aus Sorge vor Enteignung nach Süden – besonders nach Westflorida und in die angloamerikanische Enklave Natchez. Der Aufschwung der Stadt begann gegen 1795: unter anderem die Erfindung der Egreniermaschine durch Eli Whitney sorgte dafür, dass sich die gesamten Südstaaten und insbesondere Mississippi zu dieser Zeit von der Tabak- auf die Baumwollwirtschaft umstellten. Die Gegend um Natchez war dafür hervorragend geeignet. 1798 wurde Natchez mit dem Mississippi-Territorium Teil der Vereinigten Staaten, um 1800 verdienten einzelne Händler in der Stadt bereits 50.000 US-Dollar im Jahr mit dem Baumwollhandel. Durch den Louisiana Purchase von 1803 ging das gegenüberliegende westliche Flussufer von Frankreich an die USA über. 1809 wurde Natchez als Stadt anerkannt. Damals besaß sie etwa 300 Häuser, bis 1812 wurden in Natchez knapp dreißig Läden und eine Filiale der Bank of Mississippi eröffnet. Zu dieser Zeit gab es acht Ärzte und sieben Rechtsanwälte, drei Grundschulen, zwei Kirchen, eine Freimaurerloge und eine Handwerkervereinigung. In der Stadt befanden sich sechs Kneipen, eine Müllabfuhr war noch nicht eingerichtet, aber Wasser wurde bereits regelmäßig mit Fuhrwerken in die Häuser gebracht.
1817 wurde sie Hauptstadt des neugegründeten Bundesstaates Mississippi.

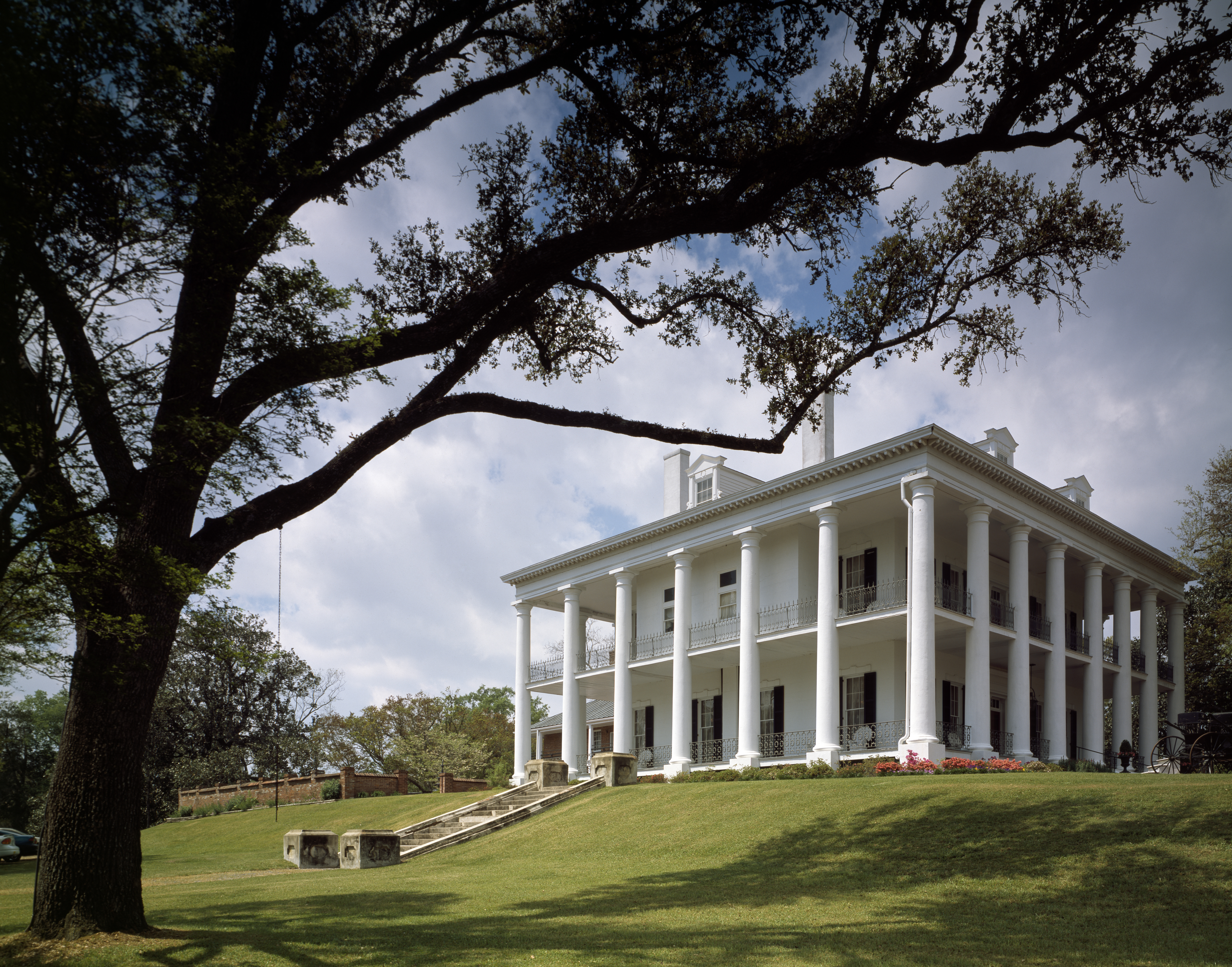
Dunleith House, erbaut um 1855 von Charles G. Dahlgren, später Brigadegeneral der Mississippi Militia im Bürgerkrieg, und seiner Frau, der Farm-Erbin Mary Routh

Während sie ihre politische Vorreiterrolle Anfang des 19. Jahrhunderts verlor und in ihrer ökonomischen Dominanz durch die zunehmende Bedeutung des mittleren und nördlichen Mississippi beeinträchtigt wurde, war hier bis zum Bürgerkrieg das soziale Zentrum des Staates. Die größte Bevölkerungszahl der Vorkriegszeit erreichte Natchez 1837 mit 3737 weißen Einwohnern, aus anderen Erhebungen lässt sich schätzen, dass darauf knapp die Hälfte an Sklaven kam und ein knappes Zehntel an freien Schwarzen. In der ganzen Stadt gab es damals etwa 600 Gebäude, darunter ein Gericht, die City Hall, das Kreisgefängnis, drei Kirchen (Presbyterianer, Methodisten und Episcopalianer – die ebenfalls vertretenen baptistischen und römisch-katholischen Glaubensgemeinschaften mit dem 1837 gegründeten Bistum Natchez hatten noch keine Kirche), ein Gebäude der Freimaurer (zwei Logen), ein Theater, ein Krankenhaus, ein Waisenhaus, elf Hotels, drei Banken, zwei große Baumwollpressen, zwei dampfgetriebene Sägewerke sowie drei Druckereien. In der Stadt wurden zwei Tageszeitungen, der Courier und der Free Trader, publiziert sowie das zweiwöchige Southwestern Journal. Neben religiösen Gemeinschaften, Freimaurern und Handwerkern gab es auch je eine schottische, irische und deutsche Gemeinschaft. In Stadt und Umgebung praktizierten 26 Ärzte und 24 Rechtsanwälte. Am 7. Mai 1840 suchte der Great Natchez Tornado die Stadt heim. Zu dieser Zeit lebte Natchez zu einem Großteil von der Nähe zur ökonomischen Zentrale der westlichen Südstaaten, New Orleans. In ihrer wirtschaftlichen Hochzeit wurden hier jährlich 75.000 Ballen Baumwolle im Wert von je 400 englischen Pfund verschifft.

### Bürgerkrieg (1861–1865)
Natchez überstand den Krieg relativ unbeschadet. Bereits im Mai 1862 konnte die Union nach der Eroberung New Orleans’ die Stadt einnehmen. David G. Farragut war dabei kommandierender Offizier der Vereinigten Staaten.

### Nachkriegszeit
Die Wirtschaft erholte sich in der unzerstörten Stadt rasch. Nach 1900 kam es zu einem Abschwung, da der Transport der landwirtschaftlichen Produkte per Dampfschiff durch Eisenbahnen abgelöst wurde, wobei etliche Bahnlinien die Uferstädte aussparten. Im letzten Viertel des 20. Jahrhunderts kam es zur Schließung vieler Fabriken infolge von Globalisierung und Urbanisierung. Seit 1960 sind die Bevölkerungszahlen gesunken.

## Sehenswürdigkeiten
Natchez gilt heute als ein Architektur-Juwel der Südstaaten, da viele Häuser der Antebellum-Architektur des 19. Jahrhunderts erhalten geblieben sind, darunter viele im Greek-Revival-Stil – ähnlich wie im eleganten Garden District von New Orleans, der ab 1832 angelegt wurde. Doch im Unterschied zu dessen städtischer Bebauungsweise sind die großen Residenzen der Baumwollhändler in Natchez weit auseinandergezogen, da jede für sich ein parkartiges Umland mit Wiesen und Weiden von etlichen Hektar besitzt. Anders als in vielen Orten des Deep South erfolgten im Sezessionskrieg kaum Zerstörungen. 1931 begann der Natchez Garden Club, Führungen durch etlicher der Herrenhäuser zu organisieren; seither tut dies ebenfalls der Pilgrimage Garden Club. Dadurch wurde Natchez zum Pilgerziel für historisch Interessierte aus aller Welt, ähnlich wie Charleston (South Carolina); die beiden Städte, die eine am Mississippi-Fluss, die andere an der Ostküste, wurden als „die zivilisierten Buchstützen des ganzen Südens“ bezeichnet.
Neun Bauwerke in Natchez haben den Status einer National Historic Landmark. 109 Bauwerke und Stätten im Ort sind im National Register of Historic Places (NRHP) eingetragen (Stand 21. September 2018). Eines davon ist das William Ailes House. Das im Inneren nie vollendete Longwood House von 1859 ist ein Beispiel für Eklektizismus. Etliche der historischen Häuser sind als Museen mit ihrer historischen Ausstattung zu besichtigen, einige fungieren auch als Pensionen oder bieten Konzerte oder Dinners bei Kerzenlicht an.

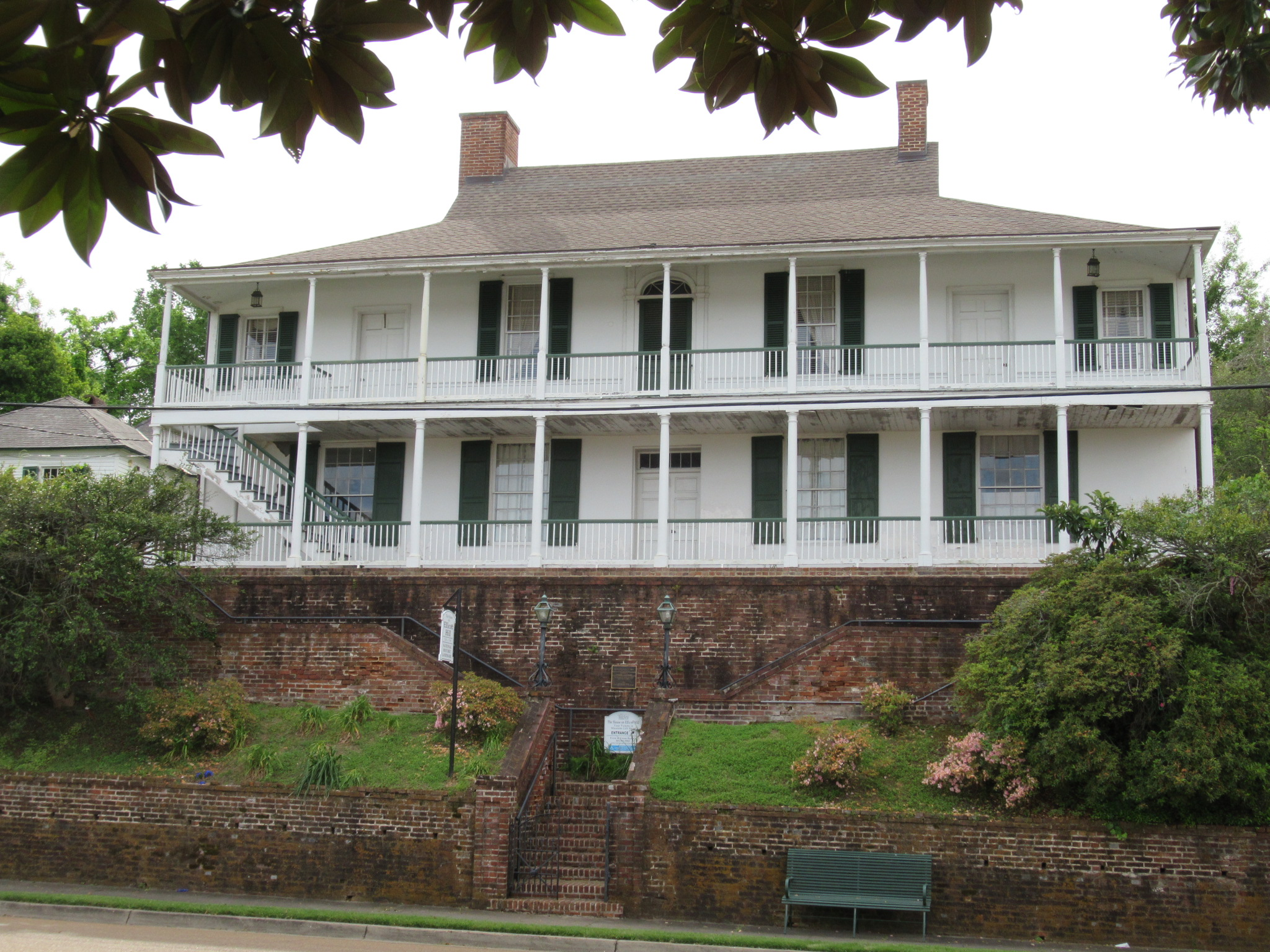
House on Ellicott’s Hill (1798)
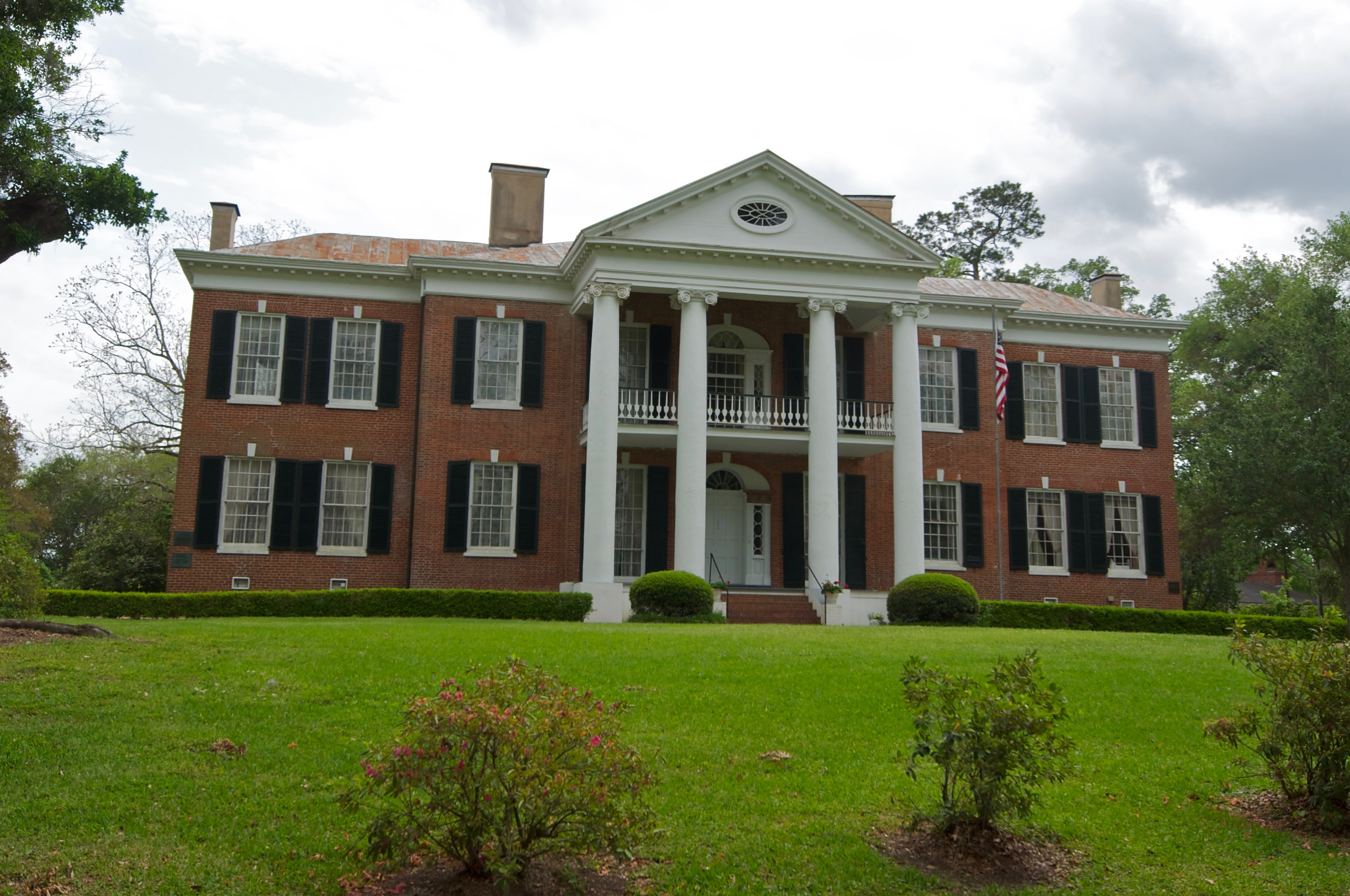
Auburn Mansion (1812)
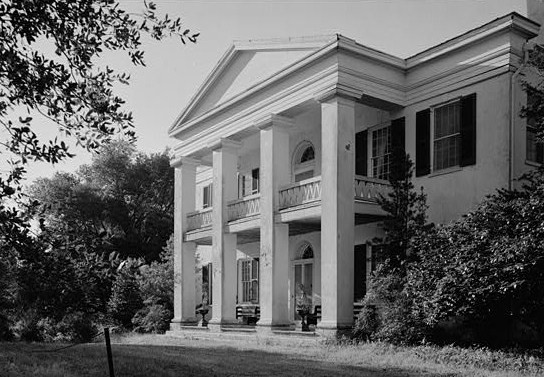
Monmouth House (1818)
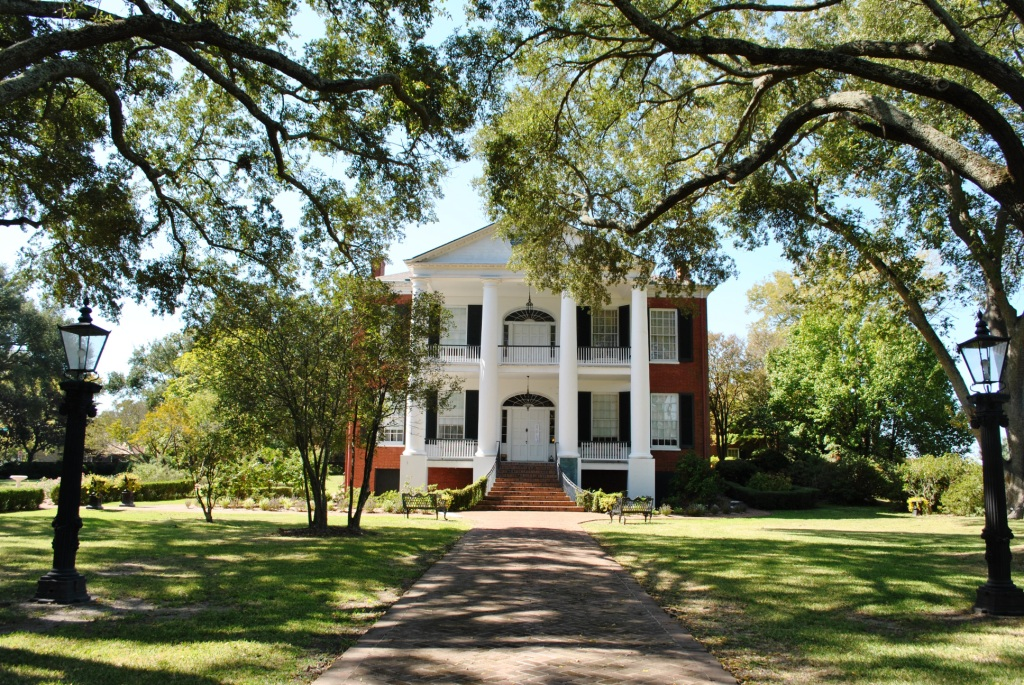
Rosalie Mansion (1823)
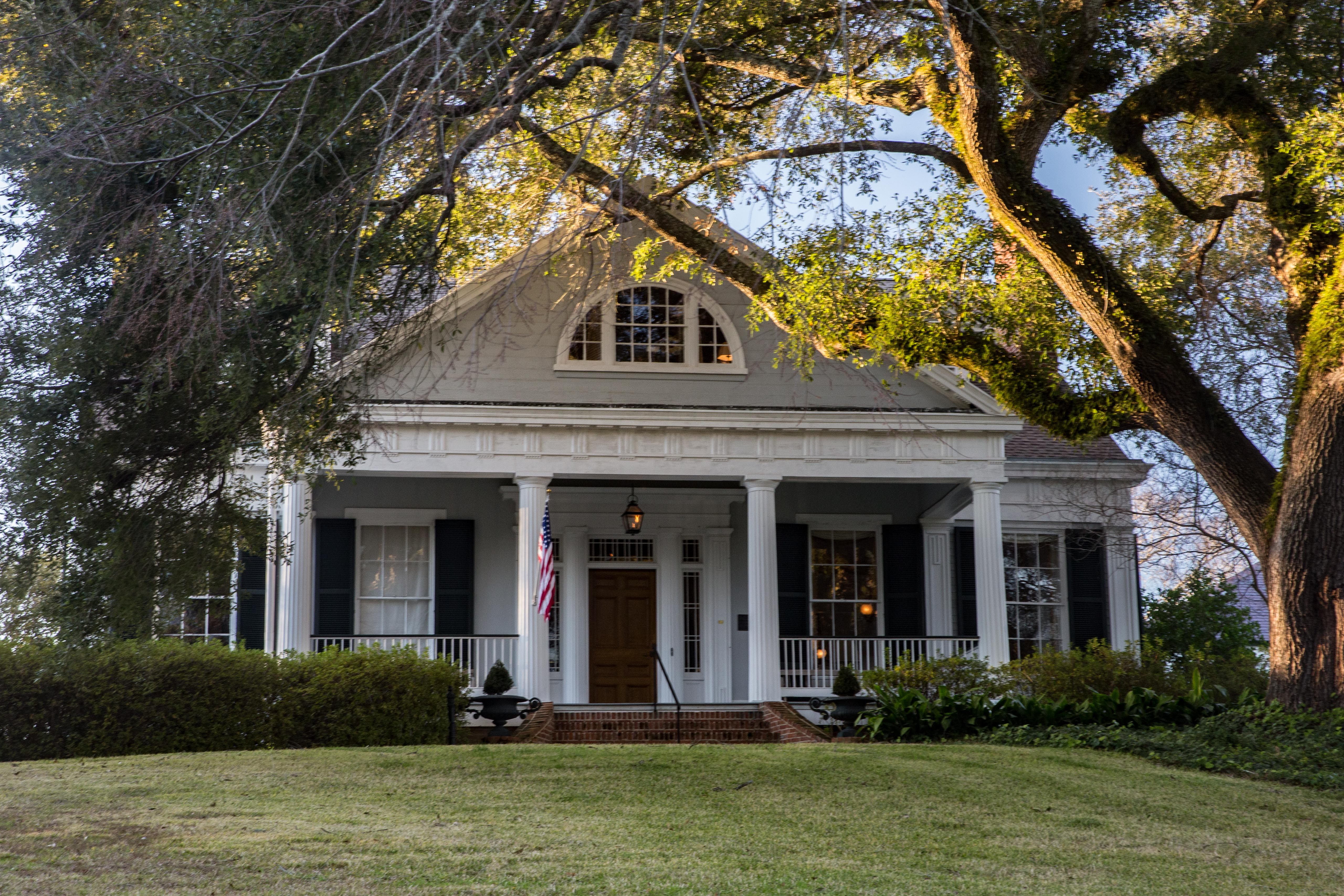
The Burn (1834)
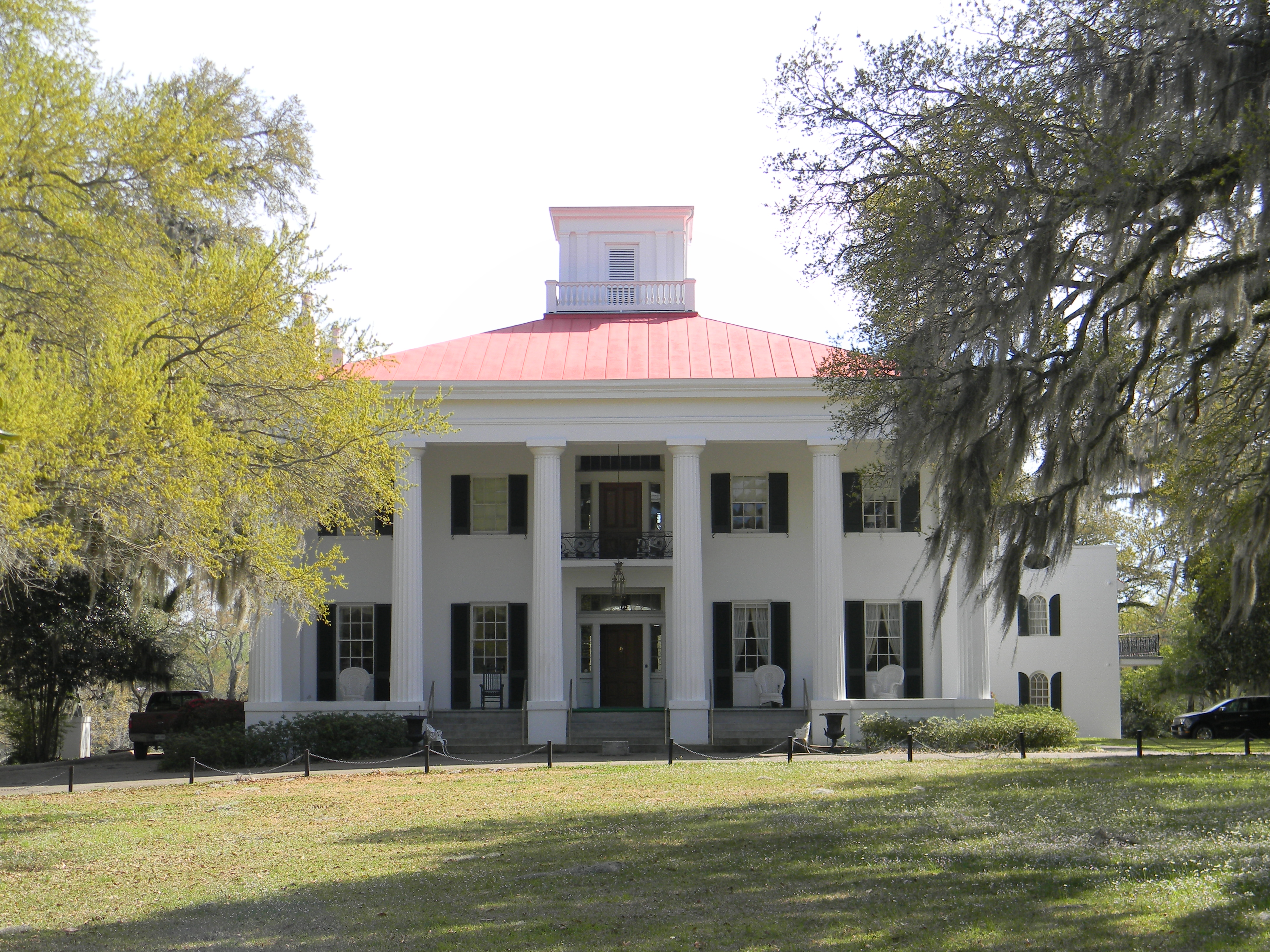
D’Evereux (1836)
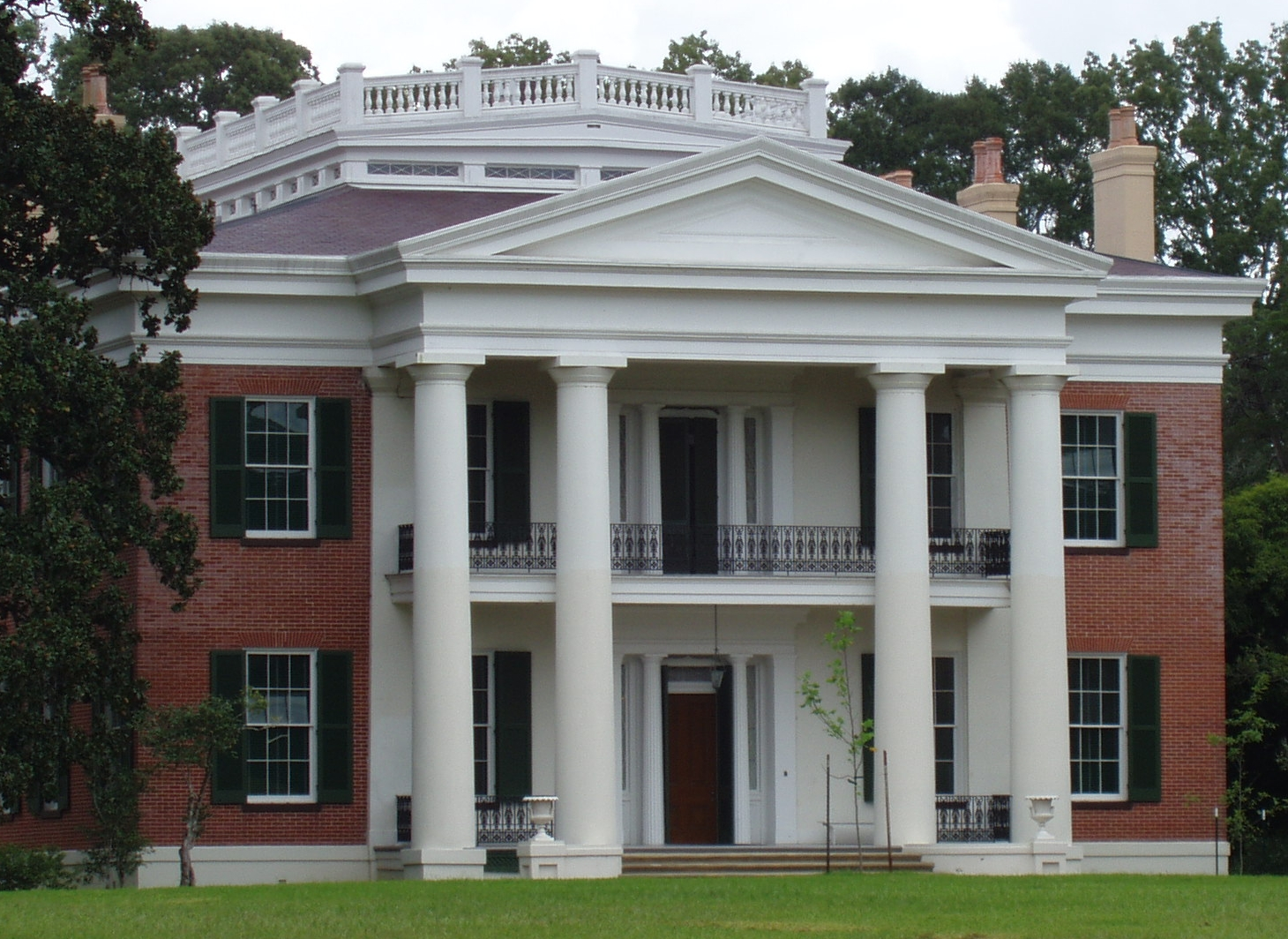
Melrose Mansion (1840)
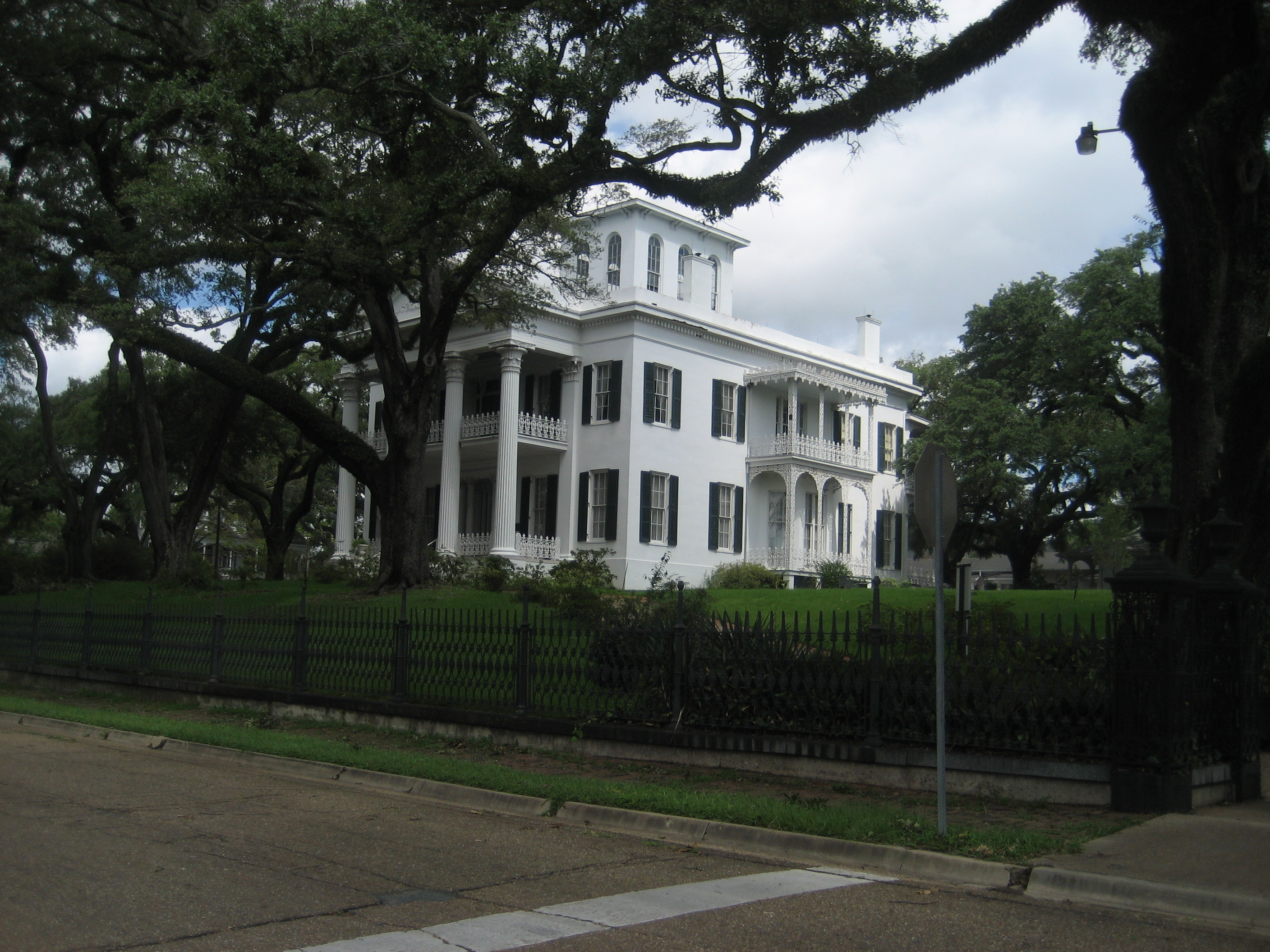
Stanton Hall (1851)
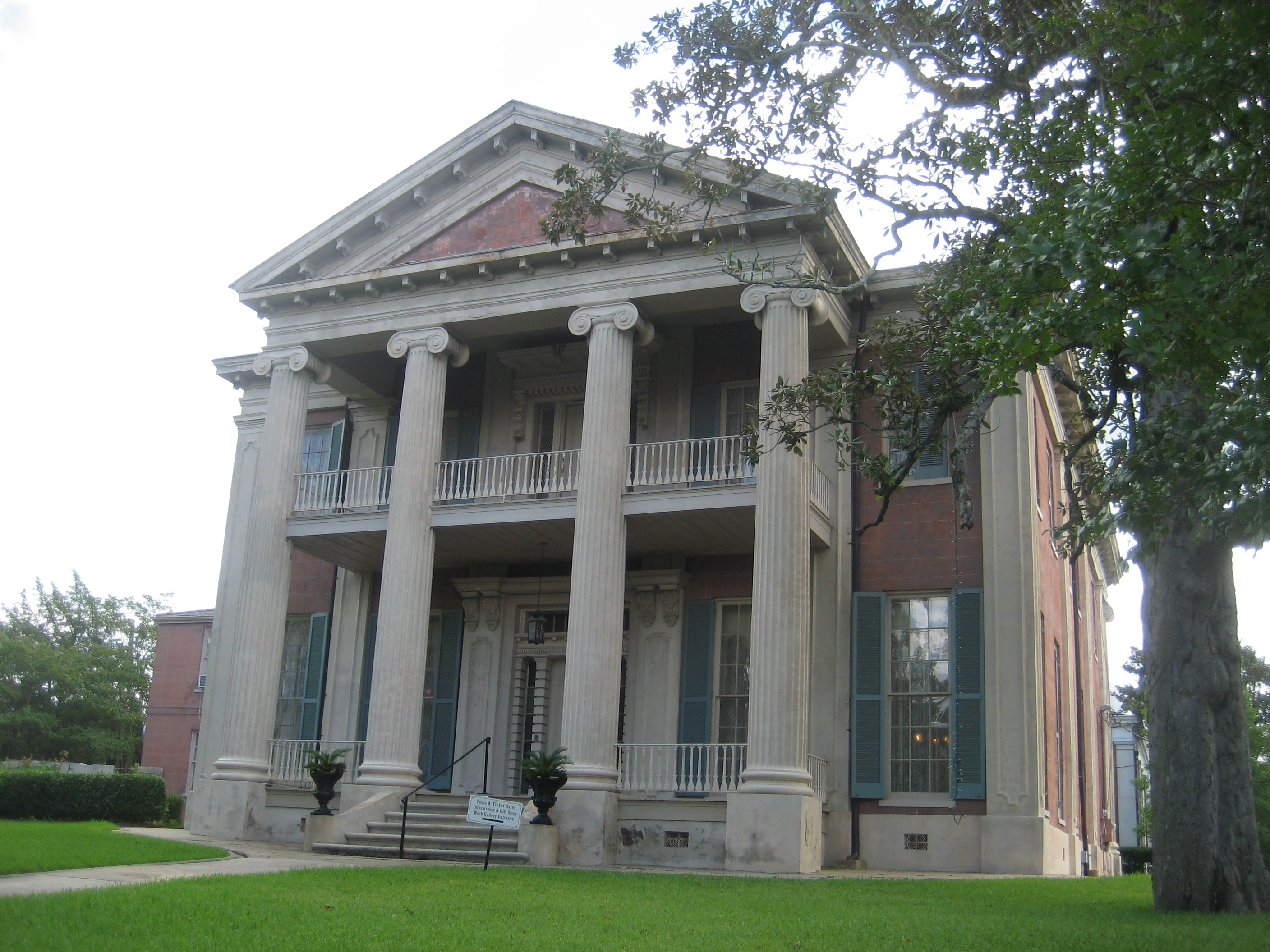
Magnolia Hall (1858)
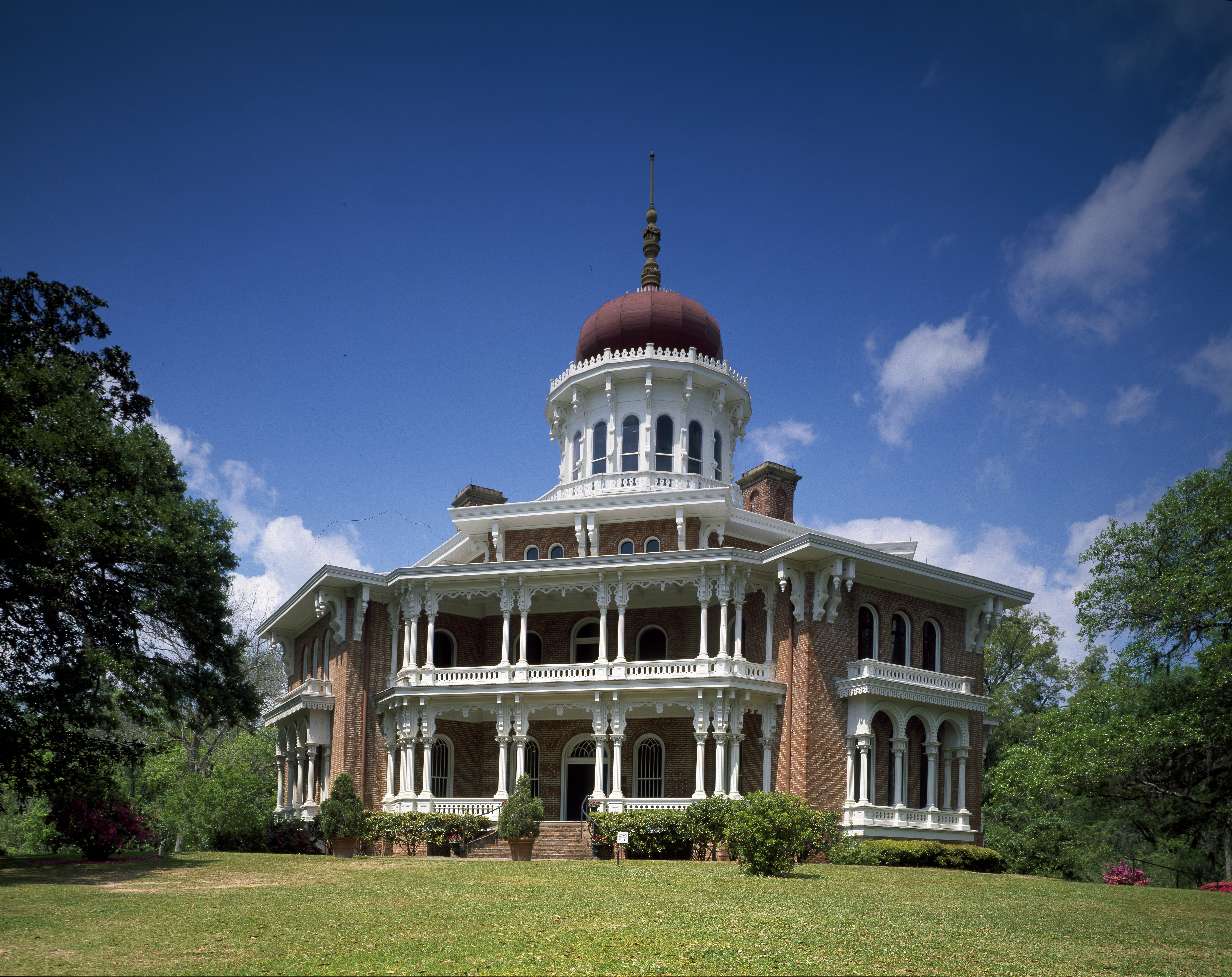
Longwood House (1859)
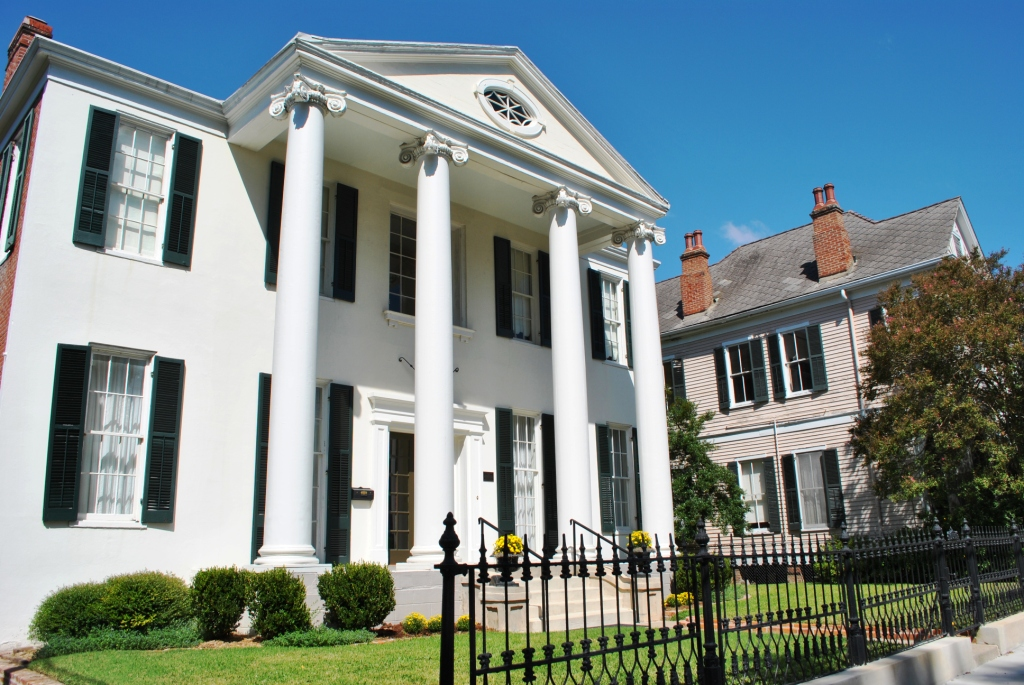
Haus im Ortskern
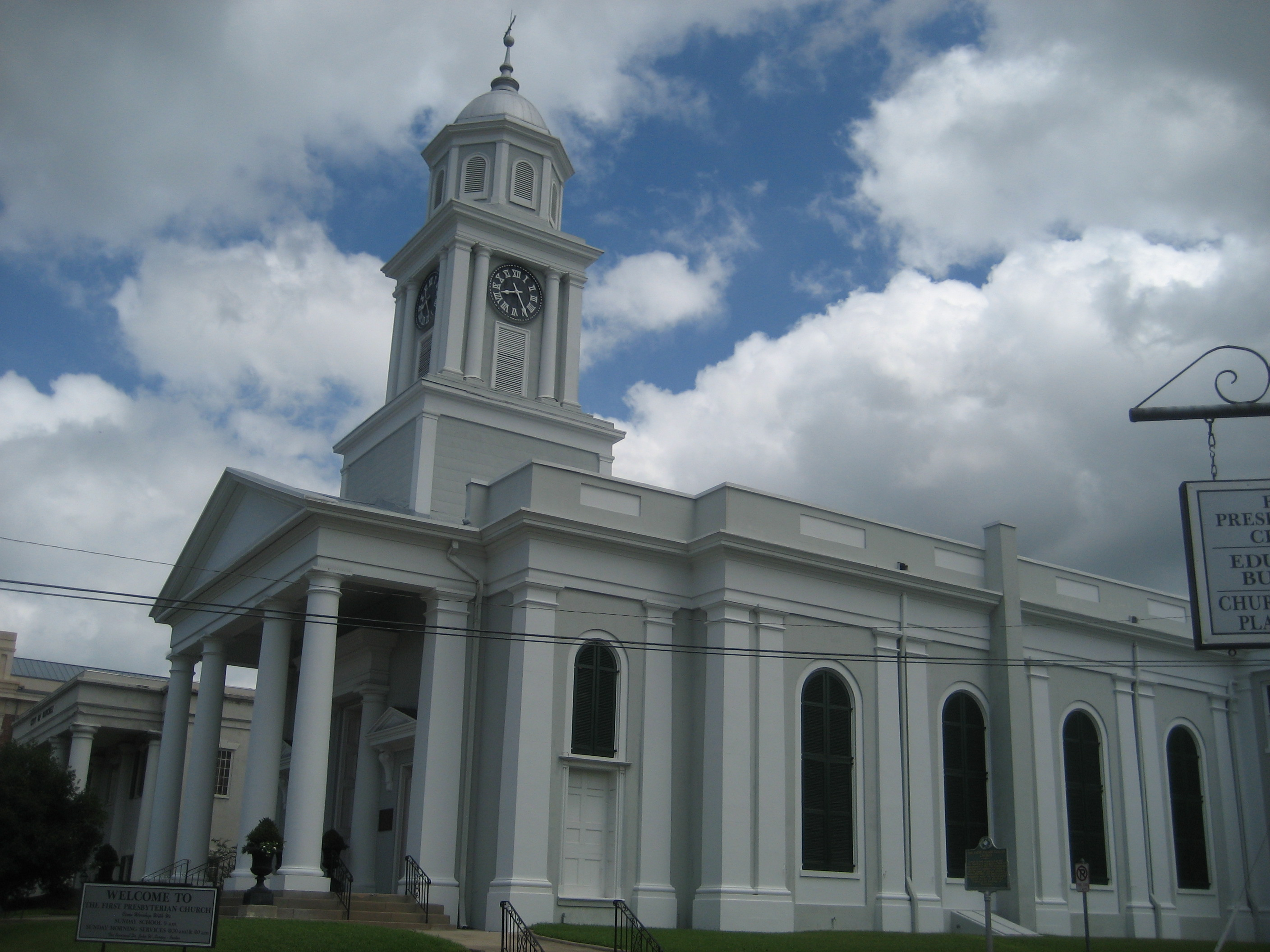
Presbyterianische Kirche

## Söhne und Töchter der Stadt
- John Francis Hamtramck Claiborne (1809–1884), Politiker, Vertreter von Mississippi im US-Repräsentantenhaus
- John Perkins junior (1819–1885), Politiker, Vertreter von Louisiana im US-Repräsentantenhaus und im Konföderiertenkongress
- Varina Davis (1826–1906), zweite Ehefrau von Jefferson Davis, Journalistin und Schriftstellerin
- Adolph Meyer (1842–1908), Politiker, Vertreter von Louisiana im US-Repräsentantenhaus
- Francis G. Newlands (1846–1917), Politiker, Vertreter von Nevada im US-Kongress
- William St. John Forman (1847–1908), Politiker, Vertreter von Illinois im US-Repräsentantenhaus
- Hound Dog Taylor (1915–1975), Sänger, Piano- und Gitarrenspieler
- Howard Thompson  (1919–2002), Journalist und Filmkritiker
- Ellen Douglas (1921–2012), Schriftstellerin
- Papa Lightfoot (1924–1971), Bluessänger und Mundharmonikaspieler
- Frederick L. Whitam (1933–2009), Soziologe und Autor
- Marian Montgomery (1934–2002), Jazzsängerin
- Paige Cothren (1935–2016), American-Football-Spieler
- Mickey Gilley (1936–2022), Country-Sänger und Pianist
- Billy Shaw (1938–2024), American-Football-Spieler
- Glynn C. Mallory Jr. (1939–2020), Generalleutnant der United States Army
- Lynda Lee Mead (* 1939), Miss America 1960
- Olu Dara (* 1941), Jazz- und Crossovermusiker und Schauspieler
- Glen Ballard (* 1953), Musikproduzent
- Alexander O’Neal (* 1953), R&B-Sänger
- Je’Kel Foster (* 1983), Basketball-Spieler